# 아르메니아어

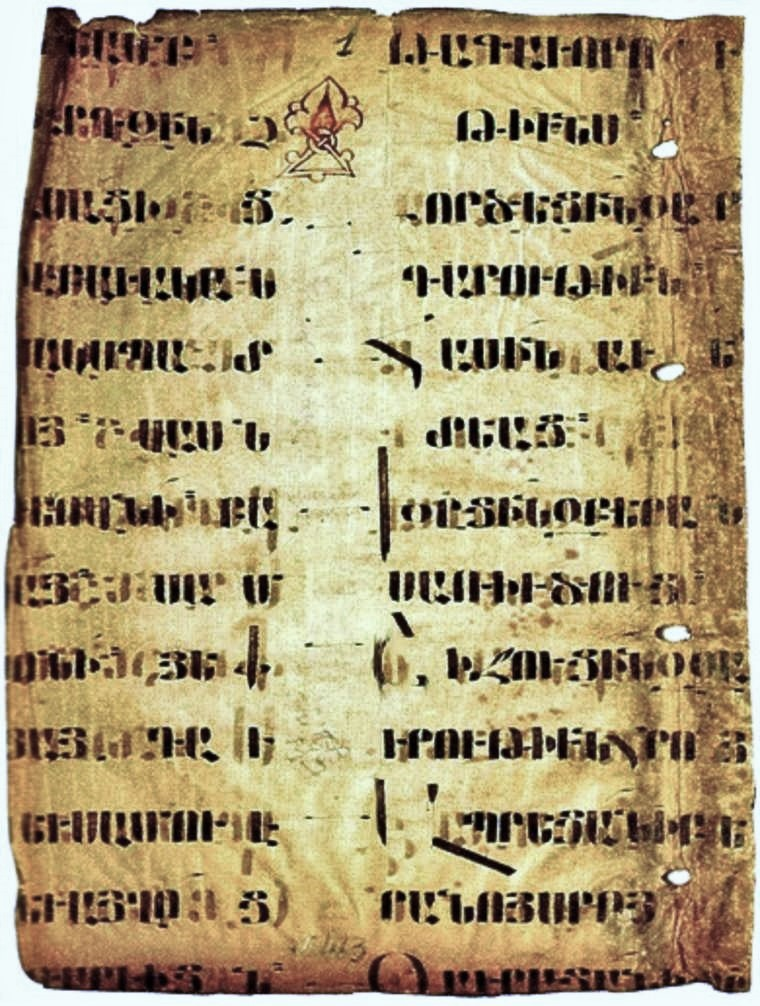
아르메니아어 문헌

아르메니아어(հայերեն [hɑjɛˈɾɛn])는 인도유럽어족의 언어인 동시에 아르메니아의 공용어이다. 아르메니아 문자를 사용한다.

## 역문자
프랑스의 언어학자 앙투안 메이예의 지적에 따르면, 아르메니아어는 그리스어와 어원적으로 병행한 유사성을 많이 지니고 있다.
역사적으로 이 언어는 다수의 어휘를 페르시아어(이란), 그리스어(6세기), 오스만 터키어(11세기), 프랑스어, 라틴어(16세기 ~ 18세기), 그리고 러시아어에서 차용한 단어들이 존재하나, 많지 않다.
예) 공화국을 다른 나라에서는 Respublic과 비슷한 발음으로 나타내지만 아르메니아는 Hanrapetut῾yun(한라페투티윤)이라고 표기된다. 중동에서 사용하는 '줌후리엿'과도 또 다르다.
1915년 당시 오스만 제국(1299년 - 1922년)이 아르메니아인 학살 사건을 자행하여 수백만이 죽어갔을 때에도, 소비에트 연방의 폭압적인 지배에도 아르메니아인들은 자신의 문자를 지키려고 노력하였다. 그래서 조지아 문자처럼 꾸준히 유지될 수 있었던 것이다. 동부 아르메니아어를 사용하는 아르메니아 공화국에서는 1922~24년에 걸쳐 문자 개혁이 이루어졌으나, 서부 아르메니아어 및 동부 아르메니아어를 사용하는 해외 아르메니아계에서는 전통적인 철자법을 고수하고 있다.

## 사용 국가
- 아르메니아 (국가 공용어.)
- 조지아 (일부가 사용.)
- 아르차흐 공화국
- 러시아 (일부가 사용.)
- 미국 (아르메니아계 디아스포라가 일부 사용.)
- 캐나다 (아르메니아계 디아스포라가 일부 사용.)
- 튀르키예 (일부가 사용.)
- 레바논 (일부 아르메니아계 등으로 인해 사용.)

## 방언

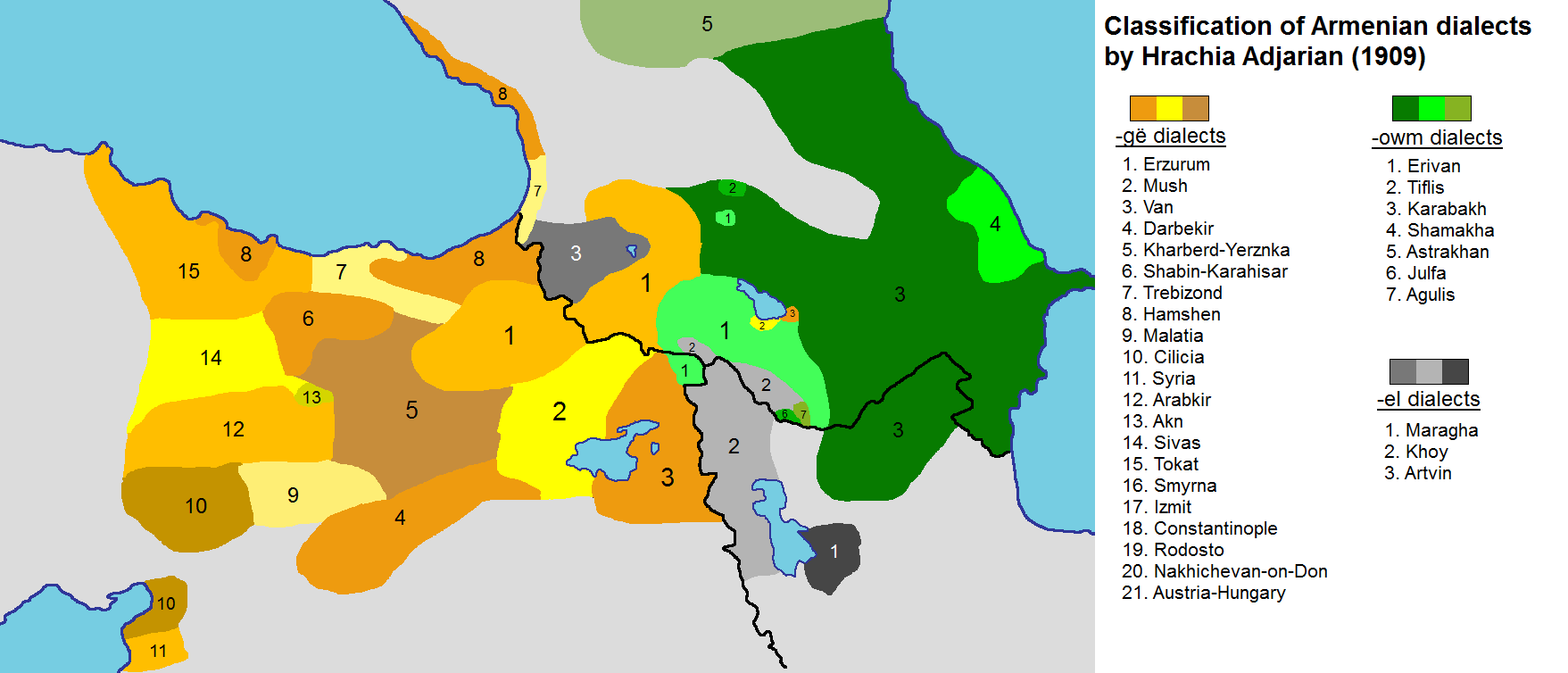
1909년의 아르메니아어 방언 분포도. 주황색 계열은 서부 아르메니아어, 녹색 계열은 동부 아르메니아어 사용지역이다.

크게 서부 아르메니아어와 동부 아르메니아어로 분류된다.
- 동부 아르메니아어 - 예레반 방언, 카라바흐 방언
- 서부 아르메니아어 - 카린 방언, 무시 방언 등

## 간단한 아르메니아어
한국어와 동부 아르메니아어
- 예 = 아요 (այո)
- 아니요 = 보츠 (ոչ)
- 실례합니다 = 네로후츈 (ներողություն)
- 안녕 = 바레브 (բարև)
- 미안합니다 = 네레첵 (ներեցեք)
- 괜찮습니다 = 헌트렘 (խնդրեմ)
- 감사합니다 = 쉬노라깔 엠 (շնորհակալ եմ)
- 대단히 감사합니다 = 샤뜨 쉬노라깔 엠 (շատ շնորհակալ եմ)
- 어서오세요 = 바리 갈루스트 (բարի գալուստ) / 바로브 에크 예켈
- 잘 가세요 = 츠떼수츈 (ցտեսություն)
- 아침 인사 = 바리 루이스 (բարի լույս)
- 오후 인사 = 바리 오르 (բարի օր)
- 저녁 인사 = 바리 예레코 (բարի երեկո)
- 안녕히 주무세요 = 바리 기셰르 (բարի գիշեր)
- 당신을 사랑합니다 = 예스 시룸 엠 케즈 (ես սիրում եմ քեզ)

한국어와 서부 아르메니아어
- 예 = 아요 (այո)
- 아니요 = 보츠 (ոչ)
- 실례합니다 = 네로후츈 (ներողություն)
- 안녕 = 파레브 (բարև)
- 미안합니다 = 하지스 / 킨트렘 (խնդրեմ)
- 감사합니다 = 쉬노라깔 엠 (շնորհակալ եմ)
- 대단히 감사합니다 = 샤뜨 쉬노라깔 엠 (շատ շնորհակալ եմ)
- 어서오세요 = 파리 예가르 / 파리 예가크
- 잘 가세요 = 츠떼수츈 (ցտեսություն)
- 아침 인사 = 파리 로우이스 (բարի լույս)
- 오후 인사 = 파리 오르 (բարի օր)
- 저녁 인사(안녕하십니까) = 파리르고운 / 파리 이리고운
- 저녁 인사(안녕히 계십시오) = 키셰르 파리 (գիշեր բարի)
- 안녕히 주무세요 = 하헤히호후 하헤히호후 (խախեխիխոխու ղաղեղիղողու)
- 당신을 사랑합니다 = 사세시소수 자제지조주 샤셰시쇼슈 쟈졔지죠쥬 (սասեսիսոսու զազեզիզոզու շաշեշիշոշու ժաժեժիժոժու)